# 蒲郡市立蒲郡中学校
蒲郡市立蒲郡中学校（がまごおりしりつ がまごおりちゅうがっこう）は、愛知県蒲郡市新井町にある公立中学校。愛称は、蒲中(がまちゅう)。

## 概要
- 校訓は「正しく 明るく たくましく」。
- 応援歌は作詞:稲熊重雄、作曲:藤田竜生。
- 1947年（昭和22年）新制中学校として蒲南小の校舎にて開校し、現在の蒲郡郵便局周辺にあった海岸校舎も使われていた。
- 「蒲中」（がまちゅう）と呼ばれる。
- 蒲郡中学校区には蒲郡南部小学校・蒲郡東部小学校・竹島小学校の3つの小学校がある。
- 旧・文部省指定モデルスクール全国10校のうちの1校であった。
- 平成28年度学校保健文部科学大臣賞受賞校。
- 蒲郡市内で初めてプールが完成した。
- 1978年（昭和53年）に蒲郡市立中部中学校が設立されるまでは、県内二番、市内一番のマンモス校だった。ちなみに1976年（昭和51年）に豊橋市立南部中学校が分割されてからは東三河最大のマンモス校であった。
- クラス数は18（各学年5クラスおよび特別支援学級3クラス、平成30年度）。
- 主幹校なため、拠点校指導員、特別支援教育コーディネーターが勤務している。
- 学校設備では、大型液晶ディスプレイやタブレットPCを用いた授業、駅伝会や卒業式などでのライブカメラを用いたスクリーン放映（各ポイントの中継映像・証書授与中の生徒の正面からの姿）校内インターネット無線LANを用いたSkype授業など市内他校に比べICT化が進んでいる。
- 平成31年度からは部活動の参加が自由となる。
- 蒲郡市の水泳授業を民間スイミングスクールに委託する事業のモデル校と指定されたため、平成31年度より試行的にコナミスポーツクラブのプールを利用することになり、本校のプールは利用されなくなる。

## 学校行事
- 入学式・前期始業式・新入生歓迎会 （入学記念品授与・代表生徒による新学期の抱負のスピーチ 等）
- 部活動オリエンテーション会（各部の部長が自部のPRを行い、新入生を勧誘する）
- 体育大会  （縦割り団五色に分かれて行う縦割応援合戦や縄跳び（男子）や玉入れ（女子）は迫カがある。ラジオ体操が美しいと有名）
- 市内英語スピーチコンテスト、結果に応じて東三河英語スピーチコンテストに出場出来る。
- 修学旅行（3年）（東京を中心に2泊3日、日光東照宮、華厳の滝やTDR、国会議事堂へ、クラス分散で食事、班別分散で企業訪問(自分達で企業にアポを取ったり調べたり全て1からやる)する）
- 夏季部活動激励会 （3年生運動部は夏季大会へ向けての決意発表、1,2年生と蒲中応援団、3年生文化部による激励応援）
- 一学期終業式 （代表生徒による学期を振り返ってのスピーチ）
- 二学期始業式 （代表生徒による新学期の抱負のスピーチ）
- 自然教室（2年）（国立乗鞍青少年交流の家で3泊4日、乗鞍岳登山や上高地散策、高山市内散策などをする）
- 蒲中文化の日  （文化祭）     合唱コンクールと文化の日（文化祭）を行う。（蒲中文化の日実行委員会による企画、運営）
- 職場体験 （2年） （2年生の総合学習の一環で、市内外の事業所で職場体験をする）
- 長距離走・駅伝大会（校内及び校外道路を走る。男子2km女子1.5km）（駅伝メンバーは各クラスの試走上位6名がメンバーとされ、出場する）
- 二学期終業式（代表生徒による学期を振り返ってのスピーチ）
- 三学期始業式（代表生徒による新学期の抱負のスピーチ）
- 卒業生を送る会（卒業生送別会）（1.2年生が3年生へ合唱をしたり、3年間のスライドショーを見る）（卒業生を送る会実行委員会による企画、運営）
- 卒業証書授与式（卒業式） （卒業証書授与、全校による大地讃頌（カンタータ「土の歌」から）の合唱、卒業生による仰げば尊しのアカペラ合唱)
- 三学期終業式 （代表生徒による学期を振り返ってのスピーチ）

## 学校施設
- 本館‐管理棟（三階建て-職員室・事務室・印刷室・校長室・栄光の間（応接室）・和室・教員用更衣室（男性・女性）・図書室・2年学年会議室・2年普通教室（3～5組）・放送室（スタジオ併設）・PC室）
- 西館‐普通教室棟（三階建て-1年学年会議室・1年普通教室・2年普通教室（1.2組）・第1.2.3理科室（各部屋に準備室併設））
- 南館‐特別教室棟（三階建て-3年学年会議室・3年普通教室・進路指導室・1.3組特別支援教室・2組特別支援教室・ 調理室（準備室併設）・被服室（準備室併設）・第1音楽室（授業用）（準備室併設）・第2音楽室（吹奏楽部用）（楽器庫併設）・第1美術室（美術部用）・第2美術室（授業用）（準備室併設）・LL多目的室・保健室・ふれあいルーム（相談室）・生徒会室）・通級指導室
- 技術棟（二階建て-（一階）木工室・金工室・技術科準備室・（二階）電工室）
- 部室棟（二階建て - （一階）プール入場ゲート・プール管理室・プール機械室、プール更衣室・（二階）屋外運動部.部室）
- 給食棟（二階立て‐（一階）給食室（トラックドック併設）・（二階）配膳室）
- 体育館（二階建て-（一階）体育館（ステージ、体育館放送室、体育館倉庫併設）・体育館管理室・体育授業倉庫・体育館運動部.部室・（二階）体育館ホール）
- 錬心館（二階建て-（一階）柔道場・更衣室・（二階）剣道場（剣道部.部室併用））
- 温室（一階立て‐園芸部）
- 体育倉庫（一階立て‐体育器具庫・野球部倉庫・石灰庫）
- 大震火災対策器具格納庫（一階立て‐耐震性地下貯水槽用器具（消防ポンプ搭載リアカー・ろ過装置）庫・避難所開設用具庫）（防災コンテナとは別）
- 運動場（（地上）野球場・ソフトボール場・サッカーコート・外周ランニングコース（地下）耐震性地下貯水槽）
- サブグラウンド（屋外バスケットコート）
- プール（25メートル×7コース）【今は使用していない。水泳の授業はコパンスポーツクラブ蒲郡を利用している。】
- 弓道場（一階建て-弓道部）
- 相撲場（屋根付き土俵-相撲部）（2016年度改修）
- テニスコート（4面+仮設コート1面-ソフトテニス部）
  - テニスコート管理棟（一階立て‐管理倉庫・男女トイレ・石灰庫）

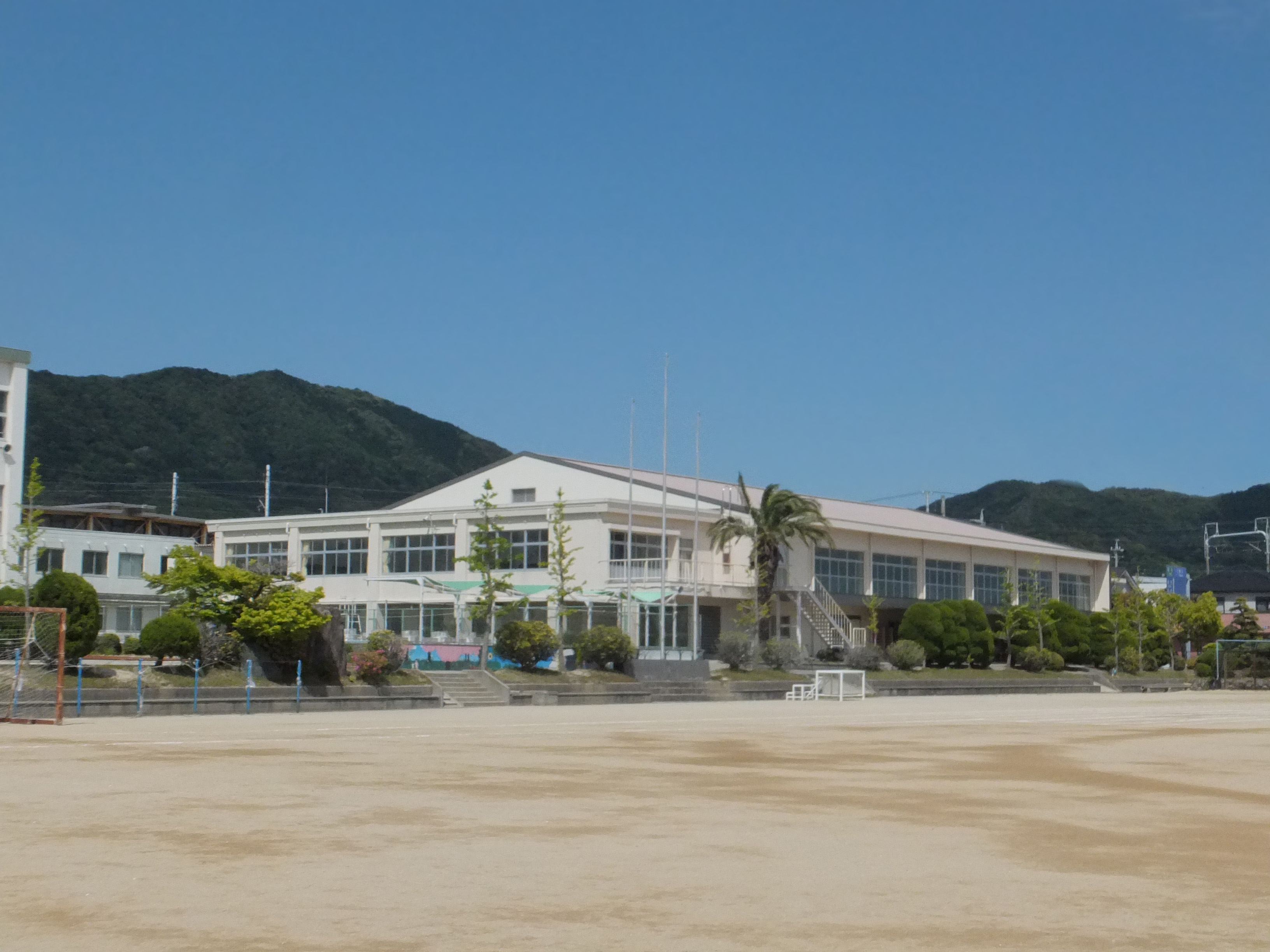
体育館(奥)と体育館ホール(手前2階)
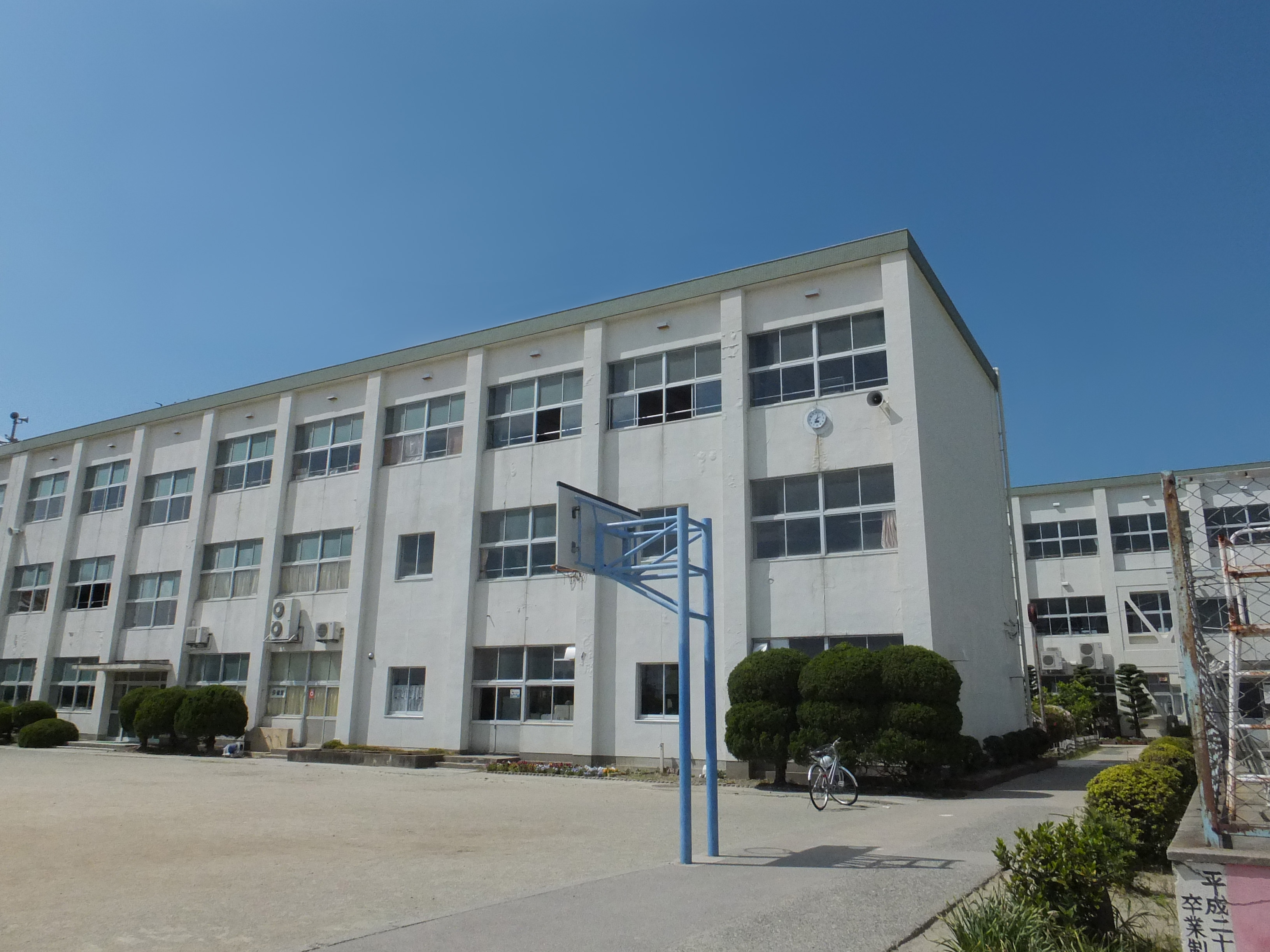
サブグラウンド(手前)と南館-特別教室棟(中)と本館-管理棟(奥)
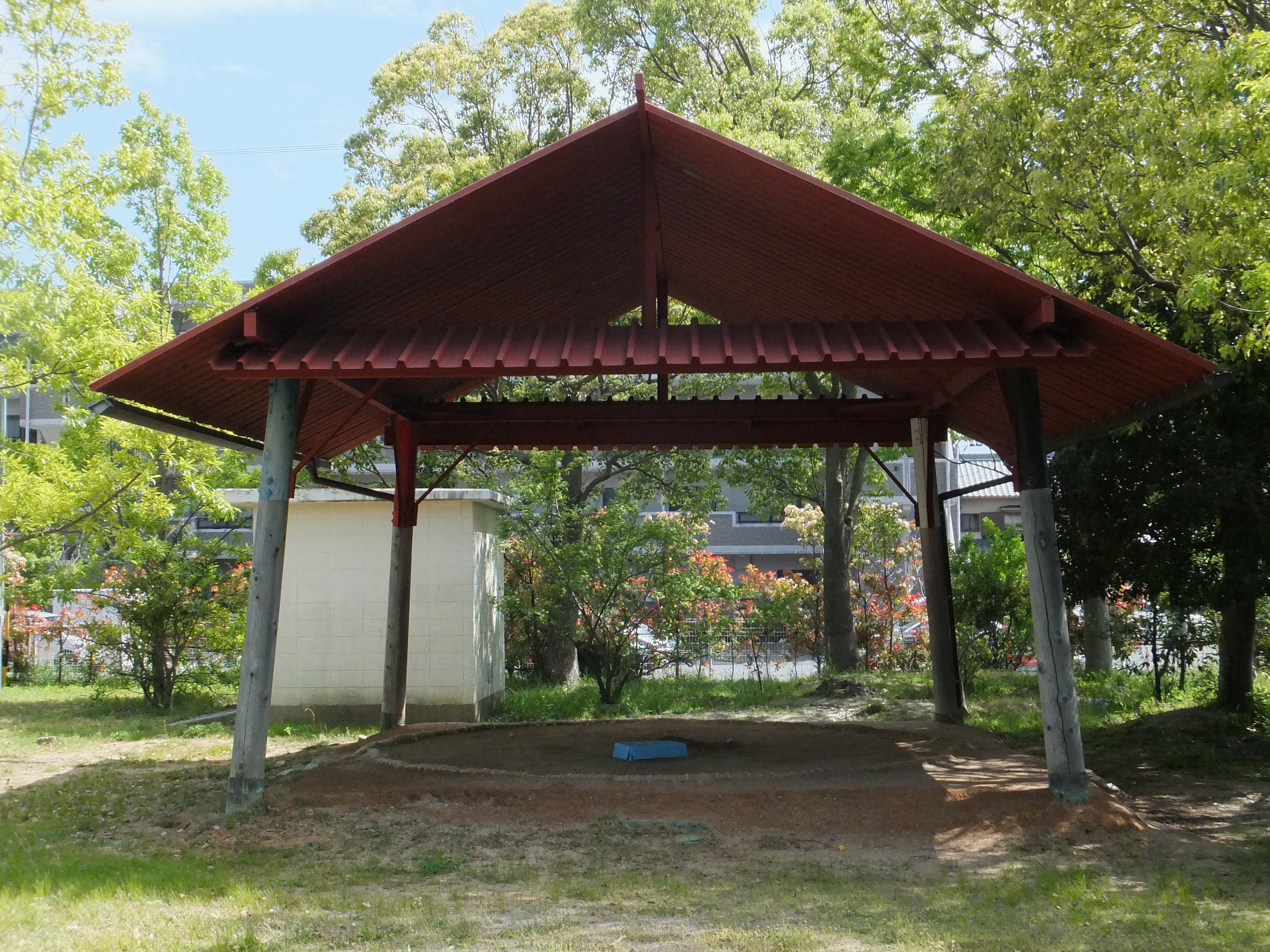
相撲場(改修・盛土前)
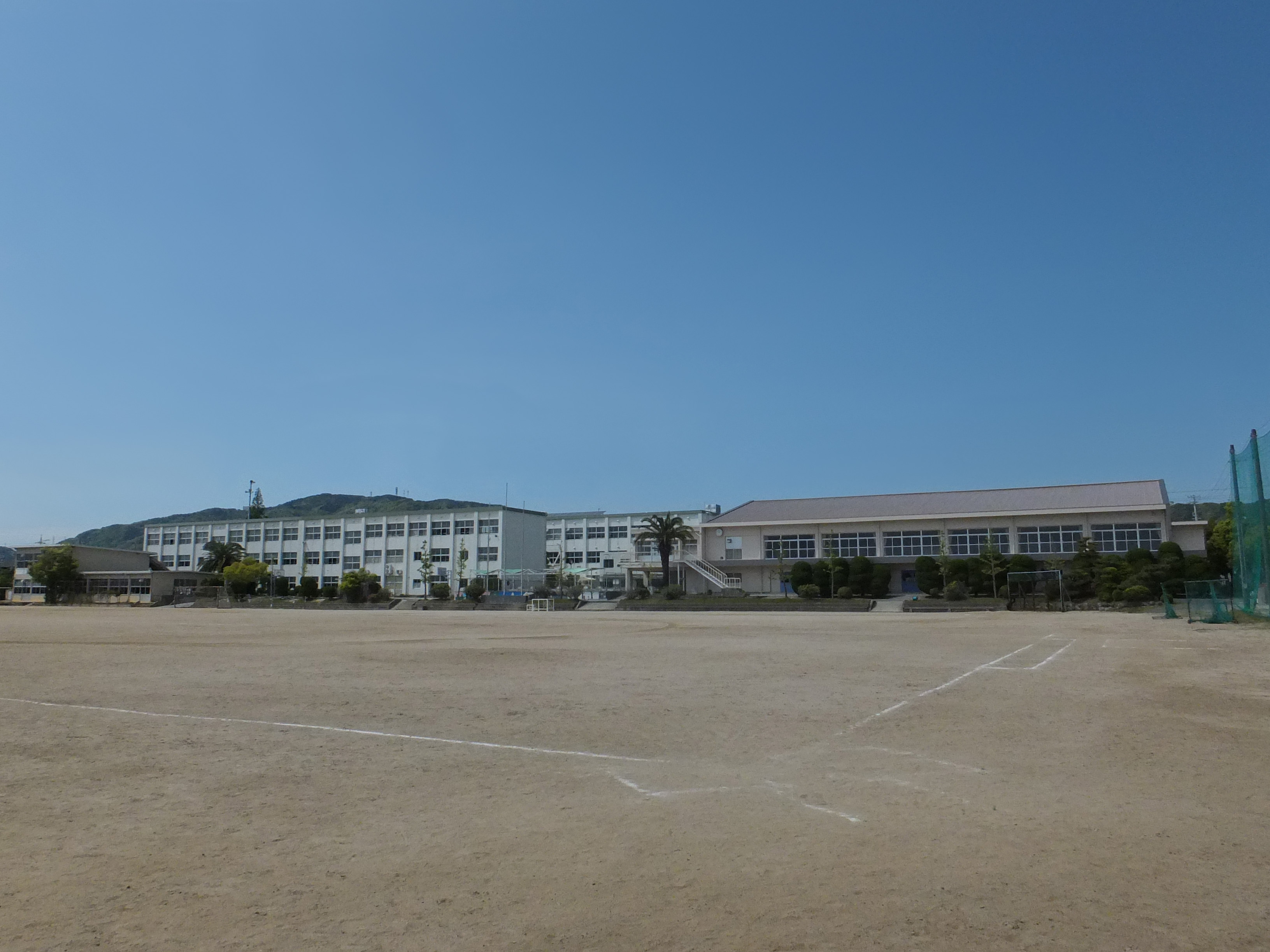
運動場

## 部活動
平成31年度以降部活動の参加は原則自由となる。
- 剣道（男女）
- 野球（男子） - 平成30年度県大会出場
- ソフトボール（女子）
- 卓球（男女） - 全国大会出場経験有り
- バスケットボール（男子） - 新入部員募集を停止、令和2年度夏季をもって廃部
- バレーボール（女子） - 全国出場経験有
- ソフトテニス（男女）
- 弓道（男女）  - 全国大会出場経験有り、平成30年度春季県大会で技能優秀賞に選ばれ、平成30年度全日本少年少女武道練成大会弓道の部に出場（3年連続）、女子弓道部は新入部員募集を停止、令和2年度夏季をもって廃部
- サッカー（男子） - 蒲郡市内の市立中学校では唯一のサッカー部である。（私立では海陽中等教育学校にサッカー部がある）
- 吹奏楽 - 全日本吹奏楽コンクールで何度か優勝している。
- 美術（男女）
- 園芸（男女）
- 生活情報（男女）
- 相撲（男子） - 大会時のみの臨時部
- 駅伝（男女） - 大会時のみの臨時部
- 陸上（男女） - 大会時のみの臨時部

## 沿革
- 1947年（昭和22年） - 蒲郡町立蒲郡中学校として蒲南小学校校舎にて開校。（生徒数871名）(初代:松井正一 校長   ～S36.3)
- 1948年（昭和23年） - 現在地に第1校舎・本館が完成し、移転する。
- 1949年（昭和24年） - 第2校舎が完成し、完全移転する。
- 1950年（昭和25年） - 校歌完成。（作詞:石森延男、作曲:下総皖一[1]）
- 1953年（昭和28年） - 体育館竣工。（鈴鹿海軍航空隊格納庫を移築。）
- 1954年（昭和29年） - 市制施行、蒲郡市立蒲郡中学校に改名。全日本吹奏楽コンクール優勝。
- 1955年（昭和30年） - 東館竣工。
- 1956年（昭和31年） - 全日本吹奏楽コンクール優勝。
- 1957年（昭和32年） - 運動場拡張工事完成。全日本吹奏楽コンクール優勝。
- 1958年（昭和33年） - 全日本吹奏楽コンクール優勝（3年連続）。
- 1960年（昭和35年）10月22日 - 午前5時頃、火災により体育館焼失。
- 1961年（昭和36年） - 西館竣工。(二代:平岩太市 校長   ～S40.8)
- 1962年（昭和37年）2月6日 - 新体育館完成（第1期工事）。
- 1963年（昭和38年）7月8日 - 蒲郡市内初のプール完成。
- 1965年（昭和40年） - 火災により本館焼失。(三代:内山喜久司 校長  ～S45.3)
- 1967年（昭和42年）5月13日 - 本館管理棟竣工。
- 1968年（昭和43年）2月29日 - 南館竣工。友情の庭完成。
- 1969年（昭和44年）2月28日 - 新幹線防音工事実施。
- 1971年（昭和46年） - 錬心館（武道館）・サブグラウンド竣工。
- 1976年（昭和51年） - 立志の塔建設。
- 1978年（昭和53年）4月1日 - 蒲郡市立中部中学校と分割（生徒数1,061名で再スタート）。
- 1978年（昭和53年） - 市内最後の木造校舎解体。
- 1979年（昭和54年） - 技術科棟、弓道場竣工。
- 1980年（昭和55年） - 「蒲中生十則」（校則）できる。
- 1981年（昭和56年）8月4日 - 全国中学生通信弓道大会女子優勝。
- 1984年（昭和59年）3月2日 - オーケストラ部が全国こども音楽コンクールの合奏の部で「最優秀賞」に輝く。
- 1991年（平成3年） - 新校則「蒲中生の心得」実施。
- 1992年（平成4年） - パソコン学習室にコンピュータ設置。
- 1993年（平成5年） - 乗鞍自然教室実施。
- 1998年（平成10年） - 新相撲場完成。
- 1999年（平成11年） - 運動場外周ランニングコース完成。
- 2004年（平成16年）4月1日 - 2学期制が導入される。
- 2006年（平成18年） - 創立60周年記念で同窓会よりピアノを贈呈される。
- 2008年（平成20年） - 体育館耐震工事完成。
- 2008年（平成20年） - 女子バレーボール部全国大会出場
- 2010年（平成22年） - 本館耐震工事
- 2011年（平成23年） - 東館を取り壊し、駐車場と自転車置き場を設置
- 2015年（平成27年） - 体育館天井撤去等の耐震工事により照明がLEDになる。
- 2016年（平成28年）11月5日 - 創立70周年記念で同窓会より時計台、パイプ椅子、体育館用スリッパを贈呈される。
- 2016年（平成28年） - 体育大会で縦割り応援合戦が復活。
- 2016年（平成28年） - 弓道部男子が全国大会出場。
- 2017年（平成29年） - 弓道部男子、卓球部女子が全国大会出場。
- 2017年（平成29年）11月17日 - 蒲郡市学習指導研究会内、英語の授業で3年5組がインターネットビデオ電話Skypeを用いてカンボジアのバイヨン中学校(シェムリアップ州)と通信交流をした[2]。
- 2018年（平成30年） - 弓道部男子が全国大会出場。努力賞表彰
- 2021年（令和3年）- 校外テニスコート全面再整備により、新テニスコート完成。

## 出身者
- 和晃敏郎（大相撲力士、元幕内）
- 玉の海正洋（大相撲力士、第51代横綱）
- 新間正次（タレント・元衆議院議員）
- 高信太郎（漫画家）
- 鈴木克昌（元衆議院議員）
- 鈴木寿明（蒲郡市長）
- 加藤康弘（プロサッカー選手・蒲郡観光大使）
- しがせいこ（シンガーソングライター・蒲郡観光大使）
- オダトモヒト（漫画家）
- 船井照夫（1964東京オリンピック陸上10000m14位）

## アクセス
- JR東海・名鉄　蒲郡駅北口から徒歩約20分
- 名鉄バス　蒲郡中学校前 バス停下車
- 国道23号名豊道路蒲郡バイパス　蒲郡ICからオレンジロードを通り車で10分
- 東名高速道路　音羽蒲郡ICからオレンジロードを通り車で20分